# Rjúpnafell (berg i Island, Norðurland vestra)
Rjúpnafell är ett berg i republiken Island. Det ligger i regionen Norðurland vestra, 140 km nordost om huvudstaden Reykjavík. Toppen på Rjúpnafell är 858 meter över havet.
Trakten runt Rjúpnafell är nära nog obefolkad, med mindre än två invånare per kvadratkilometer. Det finns inga samhällen i närheten. Trakten runt Rjúpnafell består i huvudsak av gräsmarker.